# Zita Linker
Zita Linker (hebrejsky ציטה לינקר‎; 1. března 1917 – 26. ledna 2009) byla izraelská politička a poslankyně Knesetu za stranu Likud.

## Biografie
Narodila se ve Vídni v tehdejším Rakousku-Uhersku (dnes Rakousko). Vystudovala střední školu ve Vídni a Londýnskou univerzitu. V roce 1934 přesídlila do dnešního Izraele.

## Politická dráha
Angažovala se ve straně Všeobecní sionisté, později v Liberální straně, kde byla členkou ústředního výboru a výkonného stranického výboru. Předsedala Liberální akademii.
V izraelském parlamentu zasedla po volbách v roce 1973, do nichž šla za Likud. Mandát ale získala až dodatečně, v lednu 1977, po rezignaci poslance Šmu'ela Tamira. Po několik měsíců zbývajících do voleb se zapojila do činnosti parlamentního výboru pro veřejné služby. Ve volbách v roce 1977 mandát neobhájila.